# Roccasalli
Roccasalli è una frazione del comune di Accumoli, in provincia di Rieti, nella regione Lazio.

## Geografia fisica
Il paese è situato a 1.086 metri s.l.m., alle pendici del monte Pozzoni (1912 metri s.l.m.), lungo la strada provinciale Torrita-Accumoli, nel territorio provinciale reatino. Dal punto di vista tettonico, si trova sulla dorsale appenninica tra i Monti Sibillini ed i Monti della Laga, in una zona ad alta attività sismica.
Nelle sue vicinanze ha origine il ramo est del Torrente Neia, affluente del fiume Tronto, il cui primo tratto è anche noto come torrente di Roccasalli.

## Storia
Secondo la tradizione, deve il suo nome ad un'antica famiglia, quella dei Salli, che ha costituito il primo nucleo abitativo del paese. Stando alla scarna storiografia che lo riguarda, le sue origini vengono fatte risalire al medioevo, probabilmente intorno al XII secolo. La famiglia dei Salli provvide alla edificazione di una rocca sita in cima al monte Rotolone in posizione dominante rispetto alla vallata sottostante e con funzione di difesa.
Tra il 1200 e il 1300 il territorio fu aspramente conteso dalle città di Norcia, Amatrice e Arquata del Tronto; con l'aiuto di queste ultime due contro Norcia, Ascoli Piceno ne ottenne il controllo, come sancito dal trattato del 1255.
Nei secoli successivi si è sempre venuta a trovare lungo una zona di confine di territori appartenuti a vari signorotti locali (Ducato di Spoleto, Vescovado di Ascoli Piceno etc.), fino all'entrata nella zona di influenza dei Borboni, nel Regno di Napoli e quindi nel Regno delle due Sicilie. I violenti terremoti del 1632, 1639, 1703, 1730 ne hanno praticamente azzerato il patrimonio architettonico, riducendo quello che era un centro di una certa consistenza, all'odierna dimensione di villaggio. Negli ultimi decenni ha subito la sorte di numerosi altri centri dell'Italia centro-meridionale, con una massiccia emigrazione degli abitanti attratti principalmente da Roma.

## Feste e tradizioni
- Domenica più prossima al 3 maggio: festa del santo patrono San Giovenale
- 12 agosto: sagra della pasta del Vergaro